# Frederiksborg Slotskirke
Frederiksborg Slotskirke er en kirke beliggende i vestfløjen af Frederiksborg Slot i Hillerød.
Efter enevældens indførelse i 1660 blev Frederiksborg Slotskirke salvingskirke for de danske konge. Den sidste salving foregik i 1840 (Christian 8.). Slotskirken er desuden ordenskapel for de danske ridderordener: Elefantordenen og Dannebrogordenen.

## Historie
Christian 4. blev født på Frederiksborg Slot i 1577, som hans far, Frederik 2., havde købt i 1560, og her omtales allerede i 1562 en kirke, hvorfra der stadig er bevaret en døbefont.
Det nuværende slot, og kirken, er derimod en del yngre da Christian 4. lod store dele af det gamle slot nedrive for at genopføre et langt større og prægtigere kongeslot i hollandsk renæssancestil i starten af 1600-tallet.
Kirken var opført og tiltænkt som en kirke kun for kongehuset, men da en storm i 1631 ødelagde den gamle trækirke i Hillerød, fik byens borgere lov at benytte Slotskirken, indtil sognekirken blev genopbygget. Dette skete dog aldrig og eftersom Christian 4.s efterfølgere fravalgte Frederiksborg som residens har kirken siden fungeret som en normal sognekirke.
I 1859 ødelagde en brand store dele af slottet, men kirken gik dog næsten fri og hele slottet blev genopført med økonomisk støtte fra brygger J.C. Jacobsen.

### Frederiks 2.s kirke
Frederik 2. erhvervede, ved mageskifte, Frederiksborg Slot (dengang Hillerødsholm Slot) fra Herluf Trolle i 1560. Kongen gik hurtigt i gang med en om- og nybygning på de tre holme der udgjorde slotsområdet. Således kan man dokumentere en byggeaktivitet allerede i 1561, men hvad der er ombygning af Trolles bygninger og hvad der er helt nybyggeri er der dog tvivl om. Kirken Frederik 2. byggede står ikke mere, men man har dog fundet dens præcise placering da man har kunne fremdrage dens fundament. Første gang kirken omtales er 13. december 1562, da kongen anmoder domkapitlet i Roskilde om at udlevere messe- og alterklæder til kirken på Frederiksborg.

### Den midlertidige Hillerød Kirke
Under Christian 4.s ombygning af slottet og kirken var slottets menighed (slottets besætning, ikke hoffet) hensat til at benytte Hillerød Kirke, som var en faldefærdig træbygning i selve Hillerød by. Denne kirke var af så dårlig stand at den blæste omkuld i storm indtil flere gange. Bygningens tilstand blev så dårlig at man til sidst var tvunget til at benytte en stald som midlertidig kirkebygning. Blandt andet den senere så kendte digter Anders Arrebo måtte døje med disse forhold da han var slotspræst til Frederiksborg 1613 til 1616. Biskoppen Henrik Gerner skrev et halvthundrede år efter et utrykt digt kaldet Beskrivelse af det vidt berømte Frederiksborg hvori han skildrer kirkeforholdene i perioden således:
| Citat | Som Slottet lod i Værk, han (Kongen) lod en Kirke sætte I Hillerød, at Folk ej skulde Gud forgjætte; men den om tre Aars Tid omblæste meget brat, da Stormen Skade stor forvoldt' St. Karens Nat. Da lod Kong Christian paany en Grundvold lægge; men endnu intet blev fuldkommen ud af begge: Den første blæstes om, den anden blev ej bygt, saa bliver meget godt ved onde Hænder stygt. Vel er der ofte gjort Undsætning til en Kirke, og Penge samled ind, det kan dog intet virke; thi saa her mindes kan, som det vel Kirken men', derfor er Bygningen saa langsom, tung og sen. Nu Kirken borte var og Slottet ikke færdig, da fandtes intet Hus til Herrens Dyrkning værdig; man maatte i en Stald behjælpe sig i Nød, til Slottet færdigt blev, og Kongen andet bød. | Citat |
|       | |       |

Hvordan denne midlertidige kirke så ud er umuligt at sige i dag. Den har ikke afgivet arkæologiske spor, og de samtidige beskrivelser er meget vage. I et brev fra Christian 4. skriver han 
| Citat                                                        | (En Tømmermand)skal hidstilles, at han beser Kirken i Hillerød, paa det man den i Sommer kunde faa færdig; dog vil haves i Agt, at Fagene ("faaggen") paa forbemeldte Kirke ere ringere end paa andre gemene Huse. | Citat |
| (12. februar 1621), Christian 4.'s egenhændige Breve, Bind I | |       |

### Christian 4.s kirke
I året 1602 (15. januar) sluttede kongen kontrakt med bygmester Jørgen Friborg i Slangerup om nedbrydelse af den gamle hovedbygning med mere, og 1. maj samme år forpligtede denne sig til "at skulle af Grunden opmure og forfærdige hvis Huse og Bygning vi ville have opmuret og opsat der på vort Slot Frederiksborg, eftersom den Skabelon udviser, vi hannem naadigst have overantvordet". Det følgende år blev grunden lagt, og i 1606-08 stod de tre fløje under tag.
Kirken ligger i vest- eller kirkefløjen af det trefløjede slot. En dobbelt buerække på hver side deler kirken i langskib og to sideskibe. Fra de høje spidsbuede vinduer falder lyset gennem den øverste arkades buer ned i kirken, fuldt belysende hvælvingerne og de afvekslende enkelte og dobbelte, blankpolerede søjler, der bærer de stærkt forgyldte hvælvingsribber. Rummet forneden ligger i dæmpet halvlys; men desbedre virker sølvfigurerne, relieffer og ornamenter på den sorte ibenholts prædikestol og på alteret. Fra de matte sorte tudssten i balustraden over de nederste buer lyser bibelsprog i gylden skrift, og oppe fra den nordre endegavl stråler det store orgels blanke piber og rige farvepragt.

## Inventar

### Inventar før 1606
Oplysninger om inventaret i Frederik 2.s slotskirke stammer hovedsageligt fra det bevarede inventarium fra 1597, da Peder Mundt blev lensmand på Frederiksborg Len og fra 1612, da der igen kom ny lensmand. Der findes dog ingen optegnelser omkring altertavle, prædikestol eller stolestader. En del af inventaret overførtes senere til Christian 4.s kirke deriblandt en døbefont og oblatæske.

### Inventar efter 1606
Som beskrevet ovenfor vides det ikke hvad der skete med inventaret fra Frederik 2.s kirke udover døbefonten og oblatæsken. Messehagl og alterduge må dog formodes at være blevet kasseret efter en årrække.
Gregers Greuss var slotssnedker på Frederiksborg Slot ved opførelsen af det nye slot, men den væsentlige kunstner var billedskæreren Hans Barchmann, som første gang er nævnt 1608 blandt de snedkersvende, som Greuss afregnede med. Barchmann var slotssnedker på Frederiksborg fra 14. april 1611 med bestalling fra 8. maj 1616. Han skulle udføre forefaldende snedkerarbejde og betales ekstra, så længe han forarbejdede muskattræ og ibenholt. Han brugte disse træsorter i slotskirkens kongestol, der ligesom alle stolestadernes gavle og døre blev dekoreret med intarsia. Denne teknik var ikke tidligere anvendt i Danmark i så høj kvalitet som her, hvor man også på altertavlens bagside finder intarsia og et felt svarende til stolegavlenes blomsterdekoration. Stolenes postamenter har perspektivbilleder udført efter forlæg af Hans Vredeman de Vries, mens topstykkernes dekorationer er skåret af de billedskærere, der arbejdede for slotssnedkeren. Barchmann fik i 1625 besked på at afskedige sine folk, hvorfor arbejdet må været afsluttet på det tidspunkt.

### Inventar efter 1859
Ved Frederiksborg Slotsbrand den 17. december 1859, der var altødelæggende for selve slottet, lykkedes det redningsmandskabet at bjærge en del af kirkens kostbare inventar deriblandt altertavlen og prædikestolen. Omkring kl. 12 brød kirkens hvælv og lofadskillelser i den nordlige ende sammen og dræbte hermed 3 brandfolk og ødelagde samtidig det store orgel og de kongelige kirkestuer. I dagene efter røg en del af hovedhvælvet ned under blæst, men afstivninger blev sat op og fra d. 29. december skete der ikke yderligere skader. Dette betyder at det nuværende inventar fremstår som før branden.
Den sølvdøbefont der står foran alteret hører dog til et nyere inventar ligesom de løse stole der findes midt på gulvet.

### Døbefonte
Kirken har i dag to døbefonte.
- Døbefonten fra Frederik 2.s kirke
- Døbefonten skænket af Christian 10.

#### Døbefont fra den første slotskirke
Døbefonten fra Frederik 2.s kirke findes i dag bag ved alteret. Den er første gang nævnt i 1686 og omtales her som "en rund stenfod, der har været til en font, hvilket nu ikke bruges" og senere som en sort marmorsten til en dåb med "F2". F2 betyder at den stadig eksisterer og der må være tale om en font der er overflyttet fra den gamle slotskirke. Den er af sortmalet sandsten, med forgyldte vulster, hvoraf den øverste, 9 cm høj, er af træ og fra 1855. Fonten har ikke været i brug siden 1920, da den nuværende sølv døbefont blev skænket kirken.

#### Den nuværende døbefont
Den nuværende døbefont i sølv er en kopi udført af A. Dragsted efter et udkast af Jacob Mores og skænket kirken af Christian 10. d. 23. september 1920. Man mener at originalen er skænket til Frederik 2. i anledning af dåben af kongefamiliens førstefødte prinsesse, Elisabeths, dåb i 1573. Man mener ikke den har været beregnet til at stå i Frederiksborg Slotskirke men i stedet for har været en del af kongefamiliens husgeråd og derfor er blevet fragtet derhen hvor man skulle bruge den. Den omtales sidst i forbindelse med Frederiksborg Slotskirke i 1663, men den senere skæbne er ukendt.
Den nuværende font er 122 cm høj med låg og 76 cm uden. Den er i fint, drevet sølv og foden holdes af de fire evangelist-symboler: engel, løve, okse og ørn.

### Orgler
Kirkens hovedorgel, det såkaldte Maas-Lorentz-orgel, var fra 1617, bygget af Nicolaus Maas (1550-1615) og efter dennes død færdiggjort af Johan Lorentz (1580-1650). Dette orgel overlevede slotsbranden 1859, men blev alligevel ødelagt og knust, da en hvælving drattede ned på det. Orgelet var blevet opmålt ikke længe før branden, og det blev rekonstrueret af Vilhelm Klein 1861.
Desuden var der to flytbare orgler, og det ene af disse, det såkaldte Compeniusorgel, er et enestående og verdenskendt renæssance-orgel, bygget af orgelbyggeren og organisten Esaias Compenius i årene 1605-10. Den samtidige komponist Michael Praetorius, som kendte Compenius godt, har beskrevet orglet i sin instrumenthistoriske afhandling: Syntagma musicum II: De organographia (Wolfenbüttel 1618, 2. udgave 1619).

### Altertavle
Altertavlen er anskaffet i 1606 og senere opstillet på alteret i sydenden af kirken.
Den består af delvis forgyldte sølvrelieffer og figurer, sølvstik, ornamenter. Stemplerne på tavlen indikerer, at tavlen stammer fra Hamborg og skriftlige kilder viser, at den er forhandlet gennem den hamborgske bankier- og guldsmedefamilie Mores. Tavlen har ikke gennemgået nogle større forandringer i årenes løb, men er dog blevet skilt ad, nedtaget og senere genopstillet, således i 1663–64 på grund af svenskerkrigene og i 1854 i forbindelse med Frederik 7.s restaurering af kirken hvor tavlens bagside gennemgik en omfattende reparation her iblandt en fornyelse af alle 20 skuffer.
Fløjaltertavlen er opbygget og inddelt i tre hoveddele: postament, storstykke og topstykke. Top- og storstykkets gesimser bæres af henholdsvis toskanske og ioniske søjler. Topstykket har svungne afdækninger samt brudt gavl og storstykket er, i lighed med både katolske og lutheranske fløjtavler, opbygget som et skab med bevægelige fløje, fæstnet til søjleskafterne, som flankerer storfeltet, hvorved søjlerne også fungerer som hængsler. Et sjovt træk er sekretæragtige udformning af postamentet med skuffer, skabsrum og bordklap til at slå ned. Skuffemotivet er gentaget på tavlens bagstykke, men dette menes ikke at stamme fra samme værksted som selve tavlen.

## Klokketårnet
Klokketårnet er oprindeligt opført lige efter 1600, og spiret er genopført sammen med det øvrige slot efter Slotsbranden i 1859.
Tårnet er efter en renovering i efteråret 2002 nu istandsat udvendigt, der indbefattede istandsættelse af tårnets kobberdækning (eftergået og enkelte partier fornyet) og vindfløj.

### Klokker
De fire kirkeklokker er støbt i 1863 af klokkestøber Anker Heegaard efter slotsbranden. Den største har en diameter på 133 centimeter og de andre henholdsvis 102, 88 og 83 centimeter.

### Klokkespil
Det oprindelige klokkespil (sangværk) i klokketårnet var forfærdiget 1619-21 af orgelmager Johannes Heckelaur fra Nordhausen. Det gik til grunde under branden 1859.
I 1888 installeredes klokker i et klokkespil i det nyligt genopførte Frederiksborg Slot. Selv om man havde en musikalsk autoritet som Niels W. Gade med i bedømmelsen, levede instrumentet ikke helt op til forventningerne. Man havde ikke i Danmark på det tidspunkt den fornødne viden til at afstemme klokkerne nøjagtigt. Først i 1895 var klokkespillet med 27 klokker og 6 salmemelodier på plads, forfærdiget af tårnurfabrikant Julius Bertram-Larsen. Det var blevet finansieret af brygger J.C. Jacobsen.
Ved restaureringen i 2002 blev klokkestolen og de egentlige klokkespilsklokkerne taget ned fra tårnet, fordi den såkaldte klokkepilsstol (ophæng) var nedbrudt. Efterfølgende påbegyndte daværende Slots- og Ejendomsstyrelsen (i dag Styrelsen for Slotte & Kulturejendomme) arbejdet med at restaurere og siden genopsætte klokkerne, klokkespilstolen samt klokkespillets spillebord – stokklaveret. Klokkerne restaureredes i Holland og deres ophæng er fornyet og forbedret i en ny klokkestol udført i vejrbestandigt materiale. Samtidig er hele mekanikken samt spillebordet fornyet og efter nøje indjustering findes i dag et vellydende, mellemstort klokkespil.

## Eksterne kilder og henvisninger
- Det Nationalhistoriske Museum på Frederiksborg Slot Arkiveret 22. november 2010 hos  Wayback Machine
- Frederiksborg Slotskirke Arkiveret 19. september 2015 hos  Wayback Machine hos KortTilKirken.dk
- Frederiksborg Slotskirke Arkiveret 4. marts 2016 hos  Wayback Machine hos danmarkskirker.natmus.dk (Danmarks Kirker, Nationalmuseet)